# Microcyba hedbergi
Microcyba hedbergi là một loài nhện trong họ Linyphiidae.
Loài này thuộc chi Microcyba. Microcyba hedbergi được Herman Theodor Holm miêu tả năm 1962.